# Karl Mayr
Karl Mayr (ur. 5 stycznia 1883 w Mindelheim, zm. 9 lutego 1945 w Buchenwaldzie) – oficer niemiecki (major). W latach 1919–1920 szef Wydziału Informacji bawarskiej Reichswehry, w tym okresie zwierzchnik Adolfa Hitlera.

## Życiorys
Po ukończeniu szkoły średniej w 1901 roku wstąpił do wojska. W latach 1913/1914 zdobywał edukację w akademii wojskowej. Podczas I wojny światowej służył w armii niemieckiej, na froncie zachodnim.
Po zakończeniu wojny i po upadku Bawarskiej Republiki Rad w Monachium od 30 maja 1919 roku kierował Wydziałem Informacji bawarskiej Reichswehry (niem. Nachrichtenabteilung Bayerische Reichswehr Gruppenkomando nr 4). Wydział zajmował się organizacją kursów propagandowych dla żołnierzy niemieckich. Celem kursów było wpojenie postaw nacjonalistycznych i antybolszewickich. Pracę rozpoczęto od wyszkolenia kadry instruktorów politycznych, którzy zajmowaliby się propagandą w obrębie jednostek wojskowych. Kursy prowadzono na uniwersytecie w Monachium, wykładowcami byli między innymi Gottfried Feder i Karl Alexander von Müller.
Oprócz edukacji wydział zajmował się także infiltracją i obserwacją bawarskich partii politycznych. Mayr kierował siecią informatorów, którzy odwiedzali zebrania bawarskich partii politycznych w Monachium i przekazywali armii wiadomości na temat ich działalności.
W maju 1919 roku Mayr spotkał Adolfa Hitlera i zwerbował go w charakterze instruktora i informatora. 12 września 1919 roku wysłał Adolfa Hitlera na spotkanie Niemieckiej Partii Robotników (DAP). Następnie polecił mu, by dołączył do partii, aby wesprzeć jej rozwój. Dla tego celu zapewnił mu regularne fundusze (około 20 marek w złocie tygodniowo) i wbrew normalnej praktyce, dotyczącej żołnierzy, będących członkami partii politycznych, pozwolił Hitlerowi pozostać w armii.
W marcu 1920 roku Mayr poparł pucz Kappa i wysłał Hitlera wraz z Dietrichem Eckartem do Berlina, by wesprzeć puczystów.
Z czasem zdystansował się do niemieckiej skrajnej prawicy i nazistów. W 1923 roku dołączył do SPD i został dziennikarzem anty-faszystowskiego pisma Das Reichsbanner. Na jego łamach krytykował nazistów i komunistów, postulował stworzenie wspólnego frontu przeciwko nazistom zrzeszającego partie prawicowe i lewicowe.
Po przejęciu władzy przez Hitlera w 1933 roku znalazł się na emigracji w Paryżu, gdzie dalej uprawiał działalność publicystyczną. W 1940 roku powrócił do Monachium, został aresztowany przez Gestapo i znalazł się w obozie koncentracyjnym w Sachsenhausen, a potem w Buchenwaldzie, gdzie zmarł w lutym 1945 roku.